# Minardi M01
La Minardi M01 è una vettura di Formula 1, con cui la scuderia italiana ha affrontato il campionato 1999.

## Sviluppo
La M01 si scosta completamente dalle precedenti vetture prodotte da Minardi, essendo un nuovo progetto e non utilizzando parti già impiegate su altre vetture. La M01 montava nuovi portamozzi e una scatola-guida, entrambi in titanio, mentre il blocco del cambio era in lega di magnesio. Il cofano motore e le appendici aerodinamiche laterali erano stati riprogettati. Lo shakedown della M01 è stato fatto all'Autodromo internazionale del Mugello il 28 gennaio 1999 con Luca Badoer al volante.

## Stagione
Il 3 febbraio sono stati annunciati gli ingaggi di Marc Gené come pilota titolare e dell'argentino Gastón Mazzacane come collaudatore, mentre il 19 febbraio è stato annunciato che Luca Badoer, già collaudatore della Ferrari, sarebbe stato il secondo pilota titolare. La M01 è stata presentata il 9 febbraio 1999 a Barcellona presso la sede di Telefónica, sponsor che sosteneva il pilota catalano.
Al debutto al Gran Premio d'Australia le due M01 si qualificano nelle ultime due posizioni, con Gené che inizialmente fallì la qualificazione superando il tempo del 107% ma venendo comunque ammesso in virtù dei risultati ottenuti nelle prove libere. Per il Gran Premio del Brasile il francese Stéphane Sarrazin, collaudatore della Prost, venne chiamato a sostituire Badoer, infortunatosi durante un test sul circuito di Fiorano.
Nel corso della stagione la monoposto si rivelò lenta e poco affidabile, complice anche un motore Ford poco potente, risalente in realtà alla stagione 1998. Ciononostante il team non fu il peggiore dello schieramento: molto meno competitiva fu infatti la debuttante BAR, ma la M01 riuscì in varie occasioni a essere più veloce anche della Arrows. Durante la stagione la M01 non riuscì mai a qualificarsi oltre la diciannovesima posizione ad eccezione del Gran Premio del Brasile, dove Sarrazin si qualificò diciassettesimo, e del Gran Premio di Germania, dove Gené ottenne la quindicesima piazza. L’unico punto iridato giunse, complici il meteo variabile, una serie di ritiri ed errori strategici di altri team, grazie al sesto posto di Gené nel Gran Premio d'Europa, dove peraltro Badoer riuscì a issarsi fino alla quarta posizione prima di doversi ritirare a 13 giri dal termine a causa di un guasto alla trasmissione.
La M01 concluse la stagione al 10º posto con 1 punto al pari della Arrows che, in virtù di un settimo posto di Toranosuke Takagi contro un ottavo posto di Badoer come secondo miglior piazzamento, le consentirono di classificarsi nona.

## Risultati completi in Formula 1
| Anno | Team    | Motore                           | Gomme | Piloti   |     |     |   |     |     |    |     |     |    |    |    |     |     |     |     |     | Punti | Pos. |
| ---- | ------- | -------------------------------- | ----- | -------- | --- | --- | - | --- | --- | -- | --- | --- | -- | -- | -- | --- | --- | --- | --- | --- | ----- | ---- |
| 1999 | Minardi | Ford VJM1 e VJM2 Zetec-R 3.0 V10 | B     | Badoer   | Rit |     | 8 | Rit | Rit | 10 | 10  | Rit | 13 | 10 | 14 | Rit | Rit | Rit | Rit | Rit | 1     | 10º  |
| 1999 | Minardi | Ford VJM1 e VJM2 Zetec-R 3.0 V10 | B     | Sarrazin |     | Rit |   |     |     |    |     |     |    |    |    |     |     |     |     |     | 1     | 10º  |
| 1999 | Minardi | Ford VJM1 e VJM2 Zetec-R 3.0 V10 | B     | Gené     | Rit | 9   | 9 | Rit | Rit | 8  | Rit | 15  | 11 | 9  | 17 | 16  | Rit | 6   | 9   | Rit | 1     | 10º  |